# إسرائيل جورونج
إسرائيل جورونج (2 أبريل 1989 - ) هو لاعب كرة قدم هندي في مركز الهجوم. لعب مع سبورتينغ غوا ونادي تشرتشل براذرز ونادي محمدان ونادي مدينة بونه لكرة القدم وVitória S.C. B ‏ وDSK Shivajians FC ‏ وHindustan FC ‏ وSesa Football Academy ‏.

## وصلات خارجية
- إسرائيل جورونج على موقع قاعدة بيانات كرة القدم.إي يو (الإنجليزية)